# インターステラー (映画)

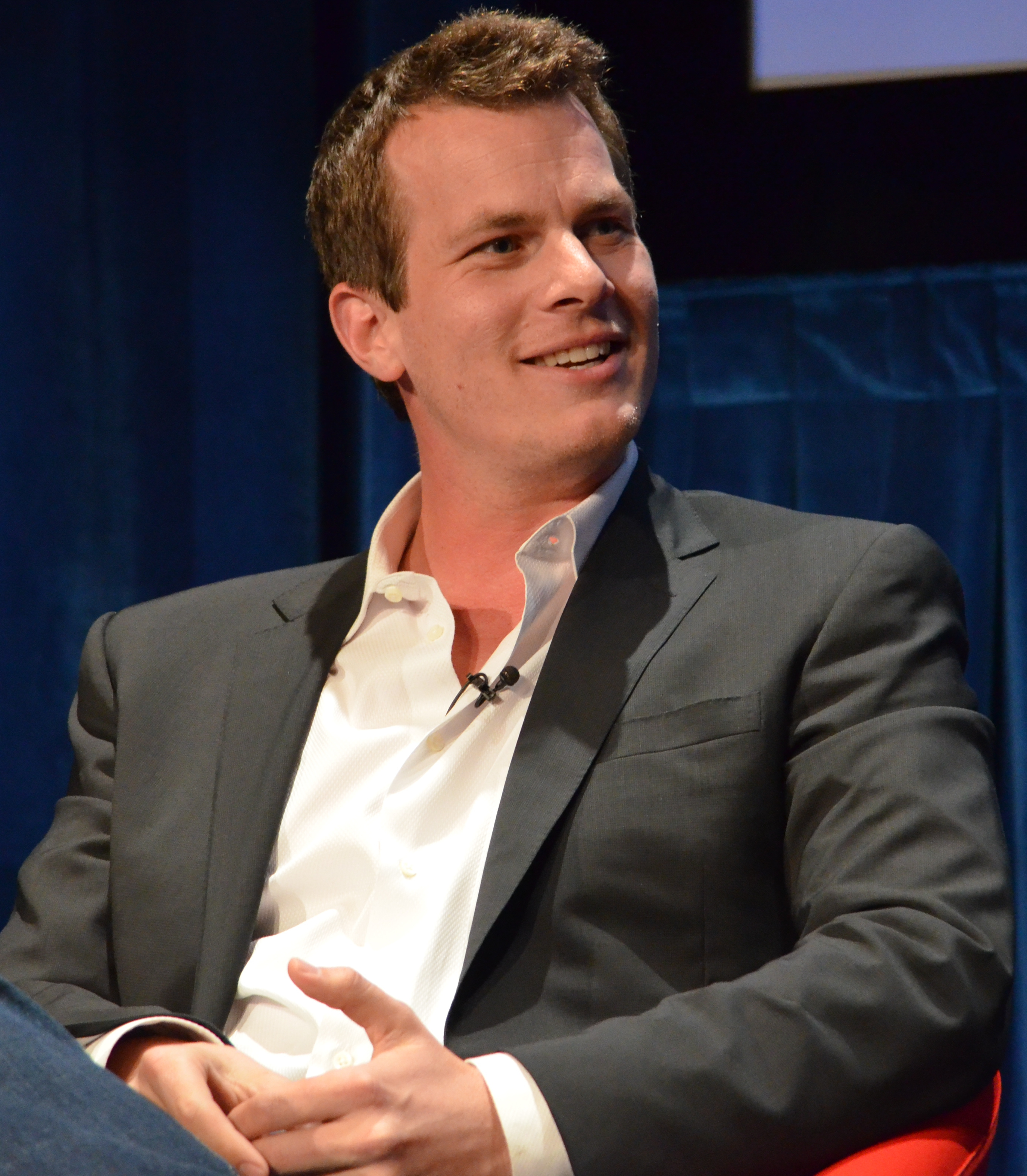
脚本を務めたジョナサン・ノーラン
本作のために執筆のあいだはカリフォルニア工科大学で相対性理論を学んだ

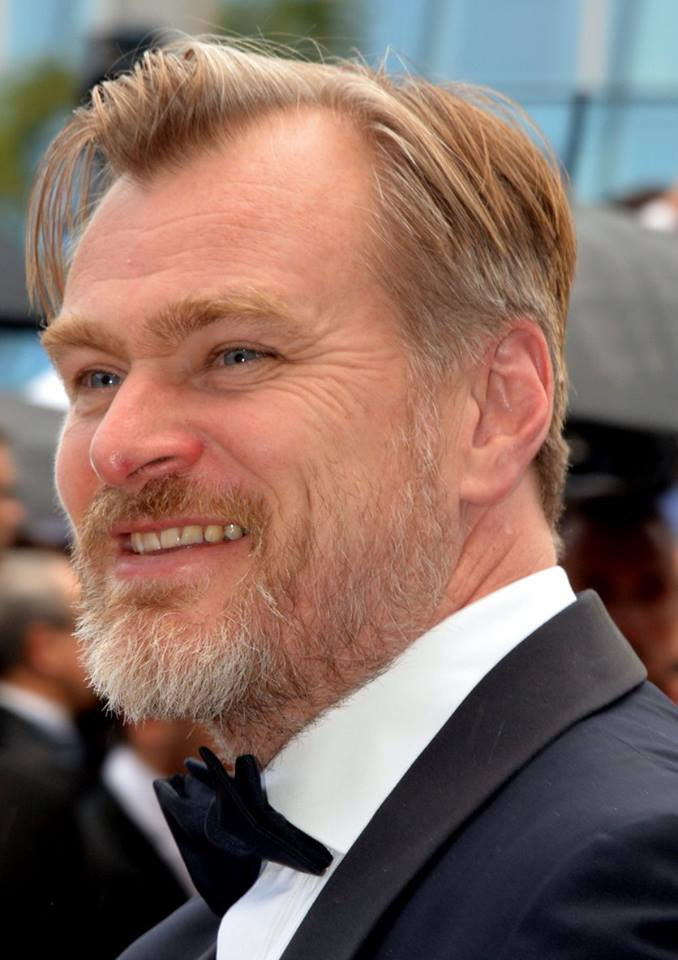
ジョナサンと脚本を執筆し、監督を務めたクリストファー・ノーラン

『インターステラー』（原題: Interstellar）は、2014年公開のアメリカ合衆国の映画。ジョナサン・ノーランとクリストファー・ノーランの脚本による叙事詩的SF映画。監督はクリストファー・ノーランが務め、理論物理学者キップ・ソーンが科学コンサルタントを務めた。

## 概要
出演はマシュー・マコノヒー、アン・ハサウェイ、ジェシカ・チャステイン、マイケル・ケインら。
地球を離れ新たな居住可能惑星探索を行うためワームホールを通過し、別の銀河系へと有人惑星間航行（インター・ステラー）する宇宙飛行士のチームが描かれる。三次元における不可逆性の時間と重力場、相対性理論（ウラシマ効果）、特異点、ニュートン力学、スイングバイ航法、漆黒の宇宙空間、音の伝達、運動の三法則など科学的考証を用いた演出の他、人類存亡を賭けた未知の世界へ挑戦する倫理と勇気、信頼と愛、人生という限られた時間、ヒューマニズムも織り交ぜた物語の構成となっている。
脚本はジョナサン・ノーランとクリストファー・ノーランが執筆しており、2007年にジョナサンがパラマウント映画とリンダ・オブストの下で開発したスクリプトにクリストファーのアイデアが合わせられている。製作にはクリストファー・ノーラン、オブストの他にクリストファー・ノーランの妻のエマ・トーマスが参加し、また理論物理学者のキップ・ソーンが科学コンサルタント兼製作総指揮を務めている（なお、キップ・ソーンは2017年、重力波検出装置の構築及び重力波発見への決定的な貢献により、ノーベル物理学賞を受賞している）。
出資はワーナー・ブラザース、パラマウント映画、レジェンダリー・ピクチャーズが行い、シンコピー・フィルムズとリンダ・オブスト・プロダクションズが製作している。撮影監督にはホイテ・ヴァン・ホイテマが雇われており、アナモフィック35mmとIMAX70mmフィルムが使われた。撮影は2013年後半よりカナダのアルバータ州、アイスランド、ロサンゼルスで行われた。視覚効果はダブル・ネガティブが作り上げた。
プレミア上映は2014年10月26日にロサンゼルスで行われ、11月より全世界で公開が始まった。北アメリカではデジタル上映の前にまだフィルムを利用している映画館で限定公開され、興行的に成功を収めた。

## ストーリー
近未来。巨大な砂嵐が日常的に発生する異常気象と疫病により、地球規模で植物・農作物の大量枯死が発生し、人類は滅亡の危機に晒されていた。文明は疲弊して食料増産が急務となり、元宇宙船のテストパイロットであるクーパーも、義父と15歳の息子トム、10歳の娘マーフとともにトウモロコシ農場を営んでいる。
マーフは自分の部屋の本棚から本が勝手に落ちる現象を幽霊のせいだと信じていたが、ある日クーパーはそれが何者かによる重力波を使った二進数のメッセージであることに気が付く。クーパーとマーフはメッセージを解読し、それが指し示している座標の秘密施設にたどり着くが、最高機密に触れたとして身柄を拘束される。
そこでクーパーはかつてのNASAでの仕事仲間・ブランド教授と再会し、廃止されたはずのNASAが秘密裏に復活し活動を続けていることを知らされる。NASAは土星近傍のワームホールを通り抜けて、別の銀河に人類の新天地を求めるプロジェクト「ラザロ計画」を遂行していたのだった。48年前に「彼ら」と呼ばれる5次元の存在によって設置されたワームホールを通過することで別の銀河への航行が可能となり、人類の移住可能性が見込める12の惑星に1名ずつ探索者が送り込まれていた。そして、その中の3名が入植が期待できる惑星から信号を送り返していた。第二の地球となり得る惑星を探すミッションにパイロットとして参加するようクーパーを説得するブランド教授。帰還できたとしても数十年先になるミッションに、マーフは激しく反対する。クーパーは彼女との和解の機会を得られないまま、出発の日を迎えてしまう。クーパーはマーフに「必ず戻ってくる」とだけ言い残し、アメリア・ブランド（ブランド教授の娘）、ロミリー、ドイルの3名の博士と共に、人工知能ロボットTARSを乗せた最後の探査艇「レインジャー」に搭乗して地球を後にする。
探査艇レインジャーは宇宙船「エンデュランス」とドッキングし、待機していたTARSの兄弟ロボットCASEと合流する。ブランド教授は土星までの航行を2年と告げ、詩人ディラン・トマスの「Do Not Go Gentle Into That Good Night（穏やかな夜に身を任せるな）」を度々引用する。
2年後、土星に接近したエンデュランスはワームホールを通り抜け、ラザロ計画の先駆者の一人であるミラー飛行士が待つ水の惑星を目指す。水の惑星はエンデュランスから最も近い場所に存在するが、同時に超大質量ブラックホールガルガンチュアの最も内側を公転している。物理学者のロミリーは、ガルガンチュアの超重力が時間の流れを遅くしており、水の惑星での1時間は地球の7年間に相当すると警告する。クーパーは地球に残してきた家族を想い、水の惑星への接近を躊躇するが、他のクルーに公私の混同をたしなめられ、着陸は決行されることとなる。
アメリア、クーパー、地質学者のドイル、CASEは探査艇レインジャーで水の惑星に降り立つ。アメリアは浅い水に覆われた惑星の表面を捜索するが、ミラーは見つからず、彼女の着陸船の残骸だけが見つかる。間もなく山脈と見まごうほどの巨大な津波が一行を襲う。ガルガンチュアの強大な潮汐力により水の惑星の海水が引っ張られていたのだ。ミラーのフライトレコーダーを回収しようとして手間取ったアメリアは間一髪でレインジャーに帰還するも、ドイルは波に巻き込まれて死亡し、レインジャーのエンジン内部に水が侵入したため、排水が完了するまで離陸出来なくなる。
なぜ何年もの間残骸から信号が発せられていたのかと問うクーパーに対し、アメリアはミラーが到着したのはこの惑星の時間としては数時間前、死んだのは数分前に違いないと話す。数十分後、再び波が襲ってくるも危機一髪でクーパーらはエンデュランスに帰還するが、宇宙空間では既に23年もの月日が流れており、待っていたロミリーは壮年に差しかかっていた。クーパーは受信はできるものの、こちらからの発信は出来ない地球からの23年分のビデオレターにより、トムとマーフの成長、そしてあまりに時間が過ぎてしまったため自分の生存が諦められている事を知り、涙する。
地球出発時点のクーパーと同い年に成長したマーフは、ブランド教授とともに重力の研究を行っていた。重力の方程式に解を見つけられれば、巨大なスペースコロニーを宇宙に打ち上げ、地球に残された人間を宇宙に脱出させられると期待されている。しかしブランド教授は老齢で死の間際にマーフに自身の罪を告白する。実は何十年も前に重力方程式を解いており、重力制御は事実上不可能だとの結論を導いていたが、長年にわたって事実を隠蔽し続けてきたのだった。真相を知ったマーフは愕然とするが、それでも研究は継続し、重力の本質を理解するためにはブラックホールの中心の特異点を観測して、データを持ち帰る必要があることに気付く。もっとも、事象の地平面の外側から特異点を観測するのは絶対に不可能とされていて、それこそがブランド教授が重力制御を諦めた理由だった。マーフはアメリアに父親が安らかに死を迎えた事を報告するためのビデオレターを送信するが、ブランド教授がついていた嘘をクーパーが知った上で自分を見捨てたのかと問い詰め、泣き出してしまう。
燃料が少なくなっているエンデュランスでは、乗組員が残る二つの候補惑星のどちらを探査するかの選択を迫られていた。クーパーとロミリーは生存信号を発信し続けているラザロ計画の先駆者マン博士の惑星を推したが、アメリアは既に信号が途絶え生存が危ぶまれるエドマンズ飛行士の惑星が、第2の地球に相応しい条件を備えているとして強く推した。クーパーはアメリアとエドマンズが恋人関係であることを見抜き、彼女こそ決断に私情を挟んでいると批判する。愛ゆえの選択が正しいこともあると説くが諦めるアメリア。結果、エンデュランスはマン博士の待つ氷の惑星へ針路を取る事になる。
クーパー、アメリア、ロミリー、TARS、CASEは飛行艇レインジャーで氷の惑星に降り立ち、マン博士の設営したキャンプに到着する。そこには彼の冬眠カプセルと壊れた兄弟ロボットのKIPPがあった。睡眠から目覚めたマン博士は、この惑星の生命体の可能性と人類が生存可能であることを伝える。マーフからのブランド教授の死と間際の嘘を告げるビデオレターを見て動揺するクーパーとアメリア。マン博士は、ラザロ計画の本当の目的はプランB、すなわち人類の凍結受精卵を新天地の惑星で孵化させ、種を保存することだったと告白する。エンデュランスにはそのための受精卵も搭載されている。ブランド教授が研究の結論を隠蔽したのは、地球の人間に真実を告げることが、ラザロ計画とプランBの遂行の障害になりかねないと懸念してのことだった。
プランAの遂行に足りないブラックホール内部のデータの入手は不可能に思われたが、ロミリーはKIPPの光通信装置を移植したTARSをブラックホールに行かせ、内部のデータを送らせれば可能性があるとクーパーに提案する。早速ロミリーはマン博士のキャンプでTARSと通信装置の移植の作業をする。マン博士はクーパーを惑星の表面探査に連れ出し、地球に帰還することを諦めていないクーパーを不意討ちしてバイザーを破壊した。マン博士は氷の惑星に着陸してすぐ、この惑星では人類は生存できないことを悟っていた。彼は孤独に苛まれて死にゆく運命だったが、それを受け入れることが出来ず、氷の惑星が人類の新天地であるかのような捏造データを地球に発信していたのだ。クーパーは窒息死寸前でアメリアとCASEに救出されるが、キャンプでTARSと作業をしていたロミリーは、マン博士がKIPPに仕掛けた爆弾の犠牲になってしまう。マン博士はレインジャーを奪って軌道上のエンデュランスを奪取しようと惑星外へ離脱する。クーパーとブランド、CASEは別の着陸船ランダーで、運良く爆発から逃れたTARSを救出した後、彼を追跡する。
マン博士はクーパーらに先んじてエンデュランスにランデブーし、手動でドッキングを強行した上に、再三の警告を受けたにもかかわらず強制的にハッチを開放し、ドッキング・モジュールの気密が不完全だったため急激な減圧で宇宙空間に投げ出され死亡する。エンデュランスも事故の衝撃で破損し、本来の軌道を外れ、回転しながら氷の惑星に落下しはじめる。クーパーとTARSは決死の操縦でランダーをエンデュランスにドッキングさせ、機体を惑星大気圏外まで押し上げ、難を逃れる。
甚大な損傷を蒙ったエンデュランスは、凍結した受精卵は無事だったものの、燃料と酸素のほとんどを失い、地球への帰還、すなわちマーフとの再会は叶わなくなった。クーパーとブランドはエンデュランスをガルガンチュアに接近させ、ペンローズ過程の遠心力を利用してエドマンズの惑星に向かう運動量を獲得しようと目論む。エドマンズの惑星でプランBを遂行し、人類の絶滅を阻止しようというのである。今度は五十年後の未来に飛ぶことになるが、もはやそれを気にするものは誰もいなかった。
クーパーは、エンデュランスをガルガンチュアに接近させ、アメリアだけをエンデュランスに残したまま、TARSを乗せたランダー、自分を乗せたレインジャーIIを切り離し、彼女1人にミッションの全てを託す。身軽になったエンデュランスは、ガルガンチュアを脱出する軌道に乗るが、クーパーとTARSはガルガンチュアへ落下していく。
クーパーはTARSにブラックホール内部のデータを取り続けるように命じる。その後、クーパーとTARSは「彼ら」が創造した無数の立方体が幾重にも折り重なった4次元超立方体「テサラクト」の空間に辿り着く。クーパーはそこが、マーフの部屋を通じて地球の過去、現在、未来全ての時間と連結している空間であると気付く。クーパーは重量波を操作して本棚から本を落とす等して過去のマーフと交信を試み、娘を置いてミッションに出発する自分を止めようとするが、過去を変えることはできなかった。過去ではなく未来を変えるためにこの空間に送られたことに気づくクーパー。クーパーはTARSに収集させた特異点のデータを、現在のマーフのアナログ時計の秒針を使ったモールス信号で伝達する。
実家に戻り、本棚の前に立ったマーフは、幼い頃に部屋で起こった重力現象が父親からのメッセージだったことに気付く。時計の秒針の動きからそれをモールス信号だと読み解き、その特異点のデータを使い、マーフはブランド教授が成し得なかった重力問題に解を見つける。その瞬間、テサラクトが閉鎖し始め、クーパーはエンデュランスで土星に到達したときに入ったワームホールの中に吸い込まれる。
クーパーは土星の軌道上に建造された巨大スペースコロニー内部の病室で目覚める。そのコロニーの名前は「クーパー・ステーション」。マーフの功績でスペースコロニーの建造と打ち上げが成功し、地球の人類は救済されたのだ。宇宙空間に投げ出されたクーパーは相対性理論により50年後の宇宙船に発見され、救助されていた。救助された時点の酸素残量は僅か2分だった。
コロニーにはマーフの功績を称え、彼女がかつて地球に住んでいた頃の家が再現され、クーパー同様に救助されたTARSも収容されていた。クーパーはコロニーの病室で年老いたマーフと彼女の大勢の子や孫たちとも再会を果たす。マーフは約束を果たしたクーパーを、エドマンズの見つけた「理想の惑星」へ１人で向かったアメリアを捜索しに行くよう、優しく諭す。クーパーは修理したTARSの手引きで格納庫に忍び込み、小型宇宙船を盗んでコロニーを後にし、アメリアの待つ星へと飛び立った。

## キャスト
※括弧内は日本語吹替版担当
宇宙船クルー
- ジョセフ・クーパー（元空軍パイロット） - マシュー・マコノヒー（小原雅人）
- アメリア・ブランド（博士） - アン・ハサウェイ（園崎未恵）
- ニコライ・ロミリー（博士） - デヴィッド・ジャーシー（山岸治雄）
- ドイル（博士） - ウェス・ベントリー（小松史法）
- TARS “ターズ” - 声：ビル・アーウィン（多田野曜平）
- CASE “ケース” - 声：ジョシュ・スチュワート（丸山壮史）
- マン（博士） - マット・デイモン（土田大）

地球の人物
- マーフィー・クーパー（マーフ） - ジェシカ・チャステイン（岡寛恵）
  - マーフ（幼少期） - マッケンジー・フォイ（諸星すみれ）
  - マーフ（老年期） - エレン・バースティン（沢田敏子）
- ジョン・ブランド教授 - マイケル・ケイン（有本欽隆）
- トム・クーパー - ケイシー・アフレック（加瀬康之）
  - トム（幼少期） - ティモシー・シャラメ（上村祐翔）
- ドナルド・クーパー - ジョン・リスゴー（福田信昭）
- ロイス - リーア・ケアンズ（英語版）（鷄冠井美智子）
- ゲティ - トファー・グレイス（松本忍）
- 校長 - デヴィッド・オイェロウォ（水内清光）
- ウィリアムズ - ウィリアム・ディヴェイン（小島敏彦）
- 管理者 - エリス・ガベル（北田理道）
- ハンリー先生 - コレット・ウォルフ（合田絵利）

その他の日本語吹き替え
青木柚、田畑ゆり、羽鳥靖子、竹口安芸子、城山賢、真田五郎、藤本譲、白石充、岡田恵、宮沢きよこ、まつだ志緒理、関雄

## 製作

### 企画と出資

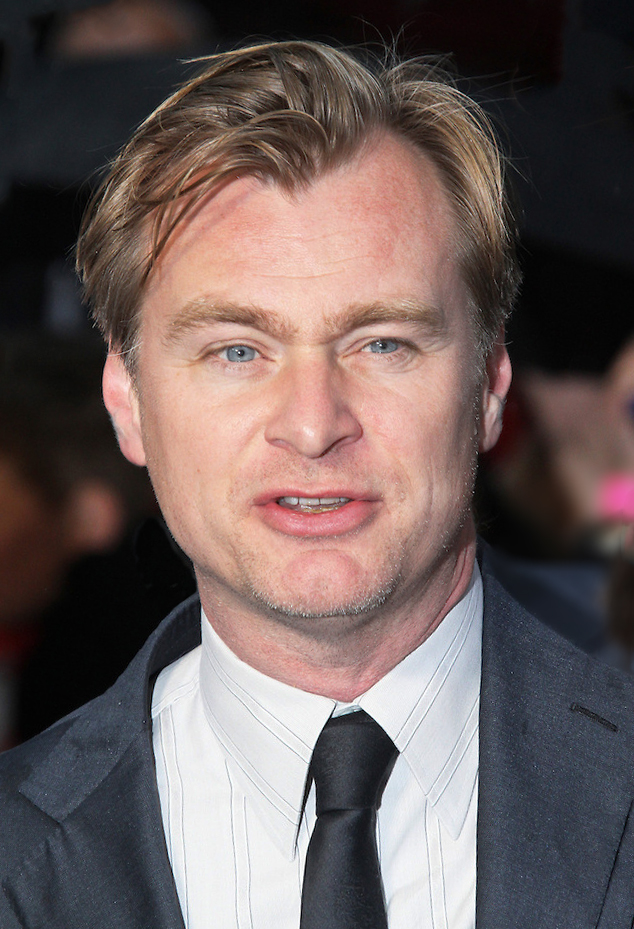
クリストファー・ノーラン監督（2013年）

『インターステラー』の前提は、カール・セーガンに紹介されて以来の知人どうしであり、1997年の映画『コンタクト』でも共同した映画プロデューサーのリンダ・オブストと理論物理学者のキップ・ソーンにより考案された。ソーンの案に基づき、2人は「宇宙で最もエキゾチックなイベントに急に人類がアクセス可能になる」ことについてのシナリオを考案し、スティーヴン・スピルバーグが監督に興味を示した。2006年6月、スピルバーグとパラマウント映画はオブストとソーンによる8ページのトリートメントに基づいたSF映画の計画を発表し、企画が始まった。オブストは製作に参加し、そして『バラエティ』はスピルバーグが監督する前に「共に働くまでに数年を要するだろう」と報じた。2007年3月までにジョナサン・ノーランが脚本執筆のために雇われた。
スティーヴン・スピルバーグが2009年に自身の製作会社のドリームワークスをパラマウントからウォルト・ディズニー・カンパニーに移したため、パラマウントは『インターステラー』の新しい監督を必要とした。ジョナサン・ノーランは兄のクリストファーを勧め、彼は2012年よりプロジェクトに加わった。クリストファー・ノーランは後に製作総指揮となるキップ・ソーンと会い、物語中での時空の使用について議論した。2013年1月、パラマウントとワーナー・ブラザースはクリストファー・ノーランと監督交渉をしていることを発表した。ノーランは自分が再び有人宇宙飛行の目標を奨励したいと述べた。彼は自分のアイデアを基にして弟のものと合わせて脚本を書くつもりであった。3月、ノーランが監督することが明かされ、彼のレーベルのシンコピーとリンダ・オブスト・プロダクションズの下で製作されることとなった。『ハリウッド・リポーター』はノーランのギャラが興行収入のうち20%であると報じた。ノーランはリサーチのためにNASAとスペースXを訪れた。
出資はパラマウントとノーランの『バットマン』の映画などを公開したワーナー・ブラザースが共同で行う。両スタジオはライバル関係にあるが、ワーナー・ブラザース側はノーランのシンコピーとの契約を維持するため、パラマウントに『13日の金曜日』と『サウスパーク』の映画化権を譲渡することで製作に参加した。2013年8月、レジェンダリー・ピクチャーズは製作費の25%を出資する契約をワーナー・ブラザースと結んだ。ワーナー・ブラザースとの8年間の製作提携契約を終えたレジェンダリーは『インターステラー』への参加と引き換えに『バットマン vs スーパーマン ジャスティスの誕生』への出資断念に同意した。

### 脚本執筆
脚本家のジョナサン・ノーランはスティーヴン・スピルバーグによって『インターステラー』のために雇われ、4年かけて執筆した。科学を学ぶため、執筆のあいだ彼はカリフォルニア工科大学で相対性理論を学んだ。ジョナサンはスペースシャトル計画が終了し、NASAが有人火星ミッションの資金を欠いている事について自身は悲観していると述べた。彼は『ウォーリー』（2008年）や『アバター』（2009年）のような終末論的なテーマを持つSF映画からインスピレーションを見つけた。『エンターテインメント・ウィークリー』は「疫病によって荒廃したディストピアな未来を舞台で、絶望に屈しない強い人々による移民の物語」と報じた。ジョナサンの兄のクリストファーは当初他のSF脚本を手がけていたが、ジョナサンとキップ・ソーンが提示した多大なアイデアを選択し、自身が長年にわたって取り組んでいた脚本と組み合わせた。クリストファーは最初の1時間についてジョナサンの構想を念頭に置き、資源枯渇した近未来の地球を舞台とした。設定は1930年代の大恐慌時のアメリカ合衆国のダストボウルに触発された。クリストファーは代わりにチームが宇宙を旅する脚本の残り部分を修正した。インスピレーションのために2012年の映画『The Dust Bowl』を鑑賞した後、クリストファーは監督のケン・バーンズとプロデューサーのデイトン・ダンカンに連絡を取ってインタビューの一部を『インターステラー』で使用する許可を求めた。
クリストファーが脚本を書き直したことにより、当初の脚本から以下の点が変更された。
- 当初の脚本ではクーパーの2人の子供はどちらも男の子であったが、自身も娘を持つクリストファーがマーフの性別を女の子に変更した。
- 映画の中では、クーパーとマーフは本棚から落ちる本のメッセージを解読してNASAにたどり着くが、当初の脚本ではクーパーが墜落した宇宙探査機を発見し、その宇宙探査機が発信するシグナルに導かれてNASAにたどり着く。
- 映画の中ではクーパーたちの前に3人の先駆者がワームホールを通過して調査を行っていたが、当初の脚本ではこの3人の先駆者は登場しない。
- 当初の脚本ではブランド教授の登場シーンは少なく、ロボットのCASEがプロジェクトのリーダーであった。
- 当初の脚本では、クーパーたちはワームホールを通過中に人類を超越した高度な知的生命体と遭遇する。
- 映画の中では、宇宙船エンデュランスは水の惑星、氷の惑星、エドマンズの惑星という3つの惑星を訪れるが、当初の脚本ではエンデュランスは氷の惑星にしか向かわない。
- 当初の脚本では、クーパーたちはアメリカに先駆けてワームホールを通過した中国のチームを氷の惑星で発見する。中国のチームは長期にわたる放射線の影響でクーパーたちが氷の惑星を訪れるずっと前に死んでいた。
- 当初の脚本では、クーパーたちは氷の惑星で中国のチームが開発したロボットたちに遭遇する。中国政府はすでに計画を中止していたが、ロボットたちは自分たちを迎えにくる人間を待っていた。
- 当初の脚本では、氷の惑星には、無数の個体が互いに体を接合し光を吸収して生きているという奇妙な生命体が生息していた。
- 映画の中では、地球のブランド教授とマーフが重力の謎を解明しようと研究を行っていた。しかし当初の脚本では、地球で重力を解明しようと努力する科学者は登場せず、代わりにクーパーたちは中国製のロボットたちが作ったコロニーの中で重力を操作する装置を発見する。
- 映画の中では、クーパーたちは氷の惑星でマン博士に出会うが、当初の脚本にはマン博士というキャラクターは登場せず、代わりに中国人の開発したロボットがクーパーたちを襲うことになっていた。
- 当初の脚本では宇宙にいるクーパーと地球にいるマーフとの交信は存在せず、クーパーとアメリアの視点のみで物語が進行しており、クーパーとアメリアは愛し合う関係となる。
- 当初の脚本では、中国のチームが残したログから、クーパーたちは2つ目のワームホールを発見する。
- 当初の脚本では、クーパーは自身が宇宙の調査へと出発してから200年後の荒廃した地球へ帰還する。

### キャスティング
監督のクリストファー・ノーランは、2012年の映画『MUD -マッド-』のプロデューサーの1人であるアーロン・ライダーと友人であったために同作の初期カットを鑑賞し、その後マシュー・マコノヒーのキャスティングに興味を持った。マコノヒーがルイジアナ州ニューオーリンズでテレビシリーズ『TRUE DETECTIVE/二人の刑事』の撮影をしている間、ノーランは自宅に彼を招いた。またアン・ハサウェイもノーランの自宅に招かれ、『インターステラー』の脚本を読んだ。2013年4月、パラマウントは両者が主演にキャスティングされたことを発表した。ノーランはマコノヒーのキャラクターを「観客に物語を体験させる」ためのごく普通の人物であると述べた。ジェシカ・チャステインとは北アイルランドで『Miss Julie』の撮影中に接触し、脚本が送られた。
ほかの有名な俳優の参加は映画を「オールスターキャスト」とした。イルファーン・カーンは『めぐり逢わせのお弁当』と『D-Day』の公開のためにインド滞在を望んだために出演を辞退した。マット・デイモンは2013年8月末に端役でキャスティングされ、アイスランドで彼の場面が撮影された。

### 撮影
ノーランはアナモルフィック35mmとIMAXで撮影した。これまでのノーランの全作品を撮影したウォーリー・フィスターは監督デビュー作『トランセンデンス』の作業があったため、今作にはホイテ・ヴァン・ホイテマが撮影監督として雇われた。IMAXカメラはこれまでのノーランのどの映画よりも多く利用された。コンピュータ生成によるイメージを最小限に抑えるため、ノーランはスペースシャトルの内部といった実物のセットを建築した。ヴァン・ホイテマは内部の場面の撮影のために携帯用にIMAXカメラを再整備した。いくらかの場面はリアジェットのノーズコーンにIMAXカメラを取り付けて撮影された。
秘密主義者で知られるノーランは『インターステラー』の際にも厳重な警備を務めた。守秘措置の1つとして、撮影は『Flora's Letter』という題名の下で行われた。フローラとは、ノーランとプロデューサーのエマ・トーマスとのあいだの4人の子供のうちの1人である。

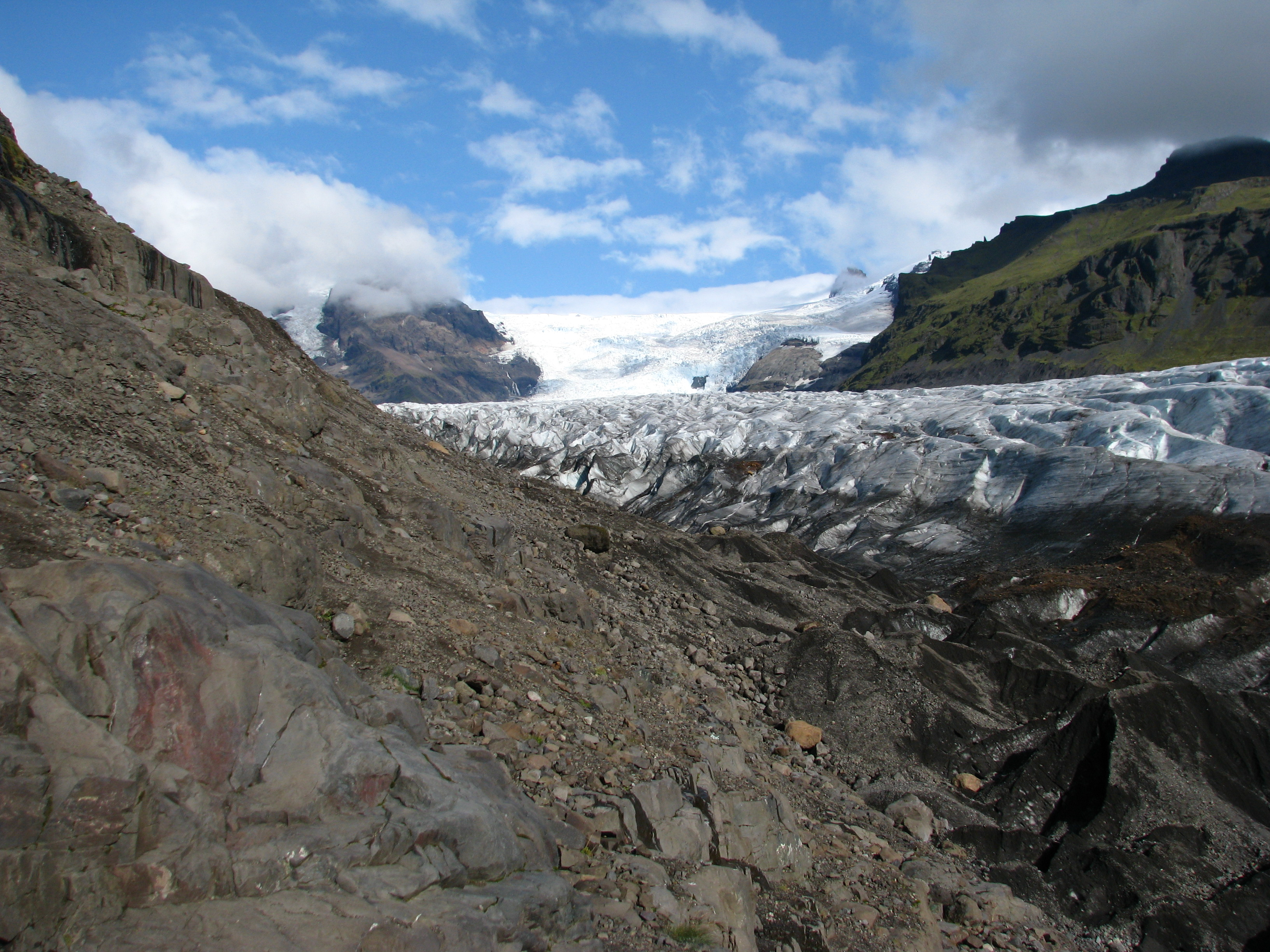
撮影の一部はアイスランドのスナイフェルスヨークトル氷河で行われた。

主要撮影期間は4ヶ月のスケジュールで進められた。主要撮影は2013年8月6日にカナダアルバータ州で始まった。撮影が行われたアルバータ州の町にはナントン、ロングビュー、レスブリッジ、オコトクスが含まれた。オコトクスではシーマン・スタジアムとオールド・タウン・プラザで撮影された。トウモロコシ畑の場面の撮影の際、ノーランはプロデュースした『マン・オブ・スティール』（2013年）の経験から、実際にトウモロコシを栽培することにした。プロダクションデザイナーのネイサン・クロウリーは1930年代のダストボウルに触発された終末的な砂嵐の場面で破壊されるトウモロコシを500エーカーにわたって植えた。さらにマコノヒーのキャラクターを含む砂嵐の場面はフォート・マクラウドで巨大な扇風機を設置してセルロース系の合成ちりを吹き飛ばして撮影された。アルバータ州での撮影は2013年9月9日まで続き、数百のエキストラと130人のスタッフが起用され、そのほとんどが地元民であった。
撮影はまたノーランの2005年の映画『バットマン ビギンズ』と同じアイスランドでも行われた。スタッフは約10000ポンド（4500キロ）のモックの宇宙船を同国に運び、それは氷で覆われたものと水で覆われたものの2つの惑星を表現するために選ばれた。アイスランドでの撮影は2週間の予定で行われ、約350人のスタッフのうち130人が地元民であった。ロケはスナイフェルスヨークトル氷河とクロイストゥルの町で行われた。アイスランドでの撮影中、アン・ハサウェイは水中の場面を撮っている際にドライスーツに不備があったために低体温症となった。
アイスランドでの撮影後、スタッフは54日間の撮影のためにロサンゼルスへと移動した。カリフォルニア州での税額控除が製作費7500万ドル以上の映画に不適応となって以来、カリフォルニア州での撮影は希であった。撮影地にはウェスティン・ボナヴェンチャー・ホテル、ロサンゼルス・コンベンション・センター、カルバーシティのソニー・ピクチャーズのサウンドステージ、アルタディーナの民家が含まれた。撮影は2013年11月に完了し、ノーランは2014年に公開に向けての編集作業を開始した。製作は1億6500万ドルの費用で完了したが、これはパラマウント、ワーナー・ブラザース、レジェンダリー・ピクチャーズによる割り当てより1000万ドル少なかった。

### プロダクションデザイン
『インターステラー』にはレインジャー、エンデュランス、ランダーの3つの宇宙船が登場する。レインジャーの機能はスペースシャトルに似ており、大気圏突入・脱出が可能である。クルーの母船であるエンデュランスは12のカプセルで形成される円形構造であり、その内訳は惑星植民機器で4つ、医療ラボと居住スペースで4つ、コックピットとエンジンで4つとなっている。プロダクションデザイナーのネイサン・クロウリーはエンデュランスが国際宇宙ステーションを基にしていると述べている。ランダーは惑星上に植民機器のカプセルを輸送するものであり、クロウリーはそれを「ヘビーなロシアのヘリコプター」と比較した。
映画にはまたCASEとTARSという2体のロボットが登場（マン博士の惑星にもう1体存在するが、レインジャーの電力確保のために解体されている）する。ノーランはロボットの擬人化を避けさせ、5フィートの四角形のデザインを採用した。ビル・アーウィンは当初、両方のロボットの声と振り付けを務めていたが、デジタル処理により彼の姿は除去され、CASEの声はジョシュ・スチュワートのものに変更された。

### サウンドデザイン
『インターステラー』はサウンドエンジニアのグレッグ・ランデイカー、ゲイリー・リッツオが音響編集と務め、サウンドエディターのリチャード・キングが監修した。ノーランは劇場で現在の音響機器を最大限活用できるように映画の音響を創り上げようとしたと述べた。ノーランは宇宙飛行士の手袋で押されたボタンの音響といった細部にまで注意を払った。スタジオのウェブサイトでは「『インターステラー』のサウンドは、サブウーファー用チャンネルと同様にメインスピーカー用チャンネルの最低音のパワーを最大化するよう特別に編集されてきた」と説明されている。

### 音楽
ノーランの『バットマン』三部作も担当したハンス・ジマーが『インターステラー』の音楽を作曲した。ジマーとノーランは三部作の音楽から離れることを計画し、ユニークなものを思いついた。ジマーは「テクスチャー、音楽、音響、そして我々がちょっとつくったものは他の人の映画にちょっと少し浸透したので、再発明する時だ。終のない紐（オスティナート）は路傍を通り過ぎる必要があり、大きなドラムは多分ごみ箱の中にあるだろう」と述べた。サウンドトラックは2014年11月18日に発売された。

### 視覚効果
視覚効果はノーランの2010年の映画『インセプション』も手がけたダブル・ネガティブが作り上げた。視覚効果スーパーバイザーのポール・フランクリンはノーランの『ダークナイト ライジング』や『インセプション』よりも視覚効果数は多くはなく、グリーンスクリーンよりもデジタルプロジェクターを用いて作り上げたことを明かした。
宇宙船レインジャー、エンデュランス、ランダーはCGよりも本物に拘ったノーランの希望により、ネイサン・クロウリーとニューディール・スタジオズが手がけたミニチュア・エフェクトを使って作り上げられた。3Dプリントと彫刻を組み合わせて作られたこのスケールモデルはその巨大さ故にスタッフから「maxatures」というあだ名で呼ばれ、エンデュランスの1/15スケールのミニチュアは7.6m以上に及んだ。レインジャーとランダーのミニチュアはそれぞれ14mと15mに及んだ。ミニチュアはホイテ・ヴァン・ホイテマがNASAのIMAXドキュメンタリーを模倣して宇宙船の上にIMAXカメラを取り付けるのに十分な大きさであった。さらにモデルにはオペレーターが動きを操ることができるように運動制御システムに6軸のジンバルが装着され、それはより小さな運動制御トレーラーの上でビスタビジョン・カメラを使っている宇宙の背景プレートに対して撮影された。

## 本作に影響を与えた作品
監督のクリストファー・ノーランは、地球を離れる物語となれば『2001年宇宙の旅』（1968年）は避けられないとし、「制作中、『2001年』は終始、意識していた。私が体験したように、映画館で子供たちに宇宙を旅してほしいと思った」と語った。また、SF映画のアプローチとしては『スター・ウォーズ』（1977年）や『エイリアン』（1979年）が「常に私の頭から離れなかった」とプロダクションデザインへの影響を認め、「我々が住む世界と同様に親しみのある現実味がないといけない」と述べた。さらにアンドレイ・タルコフスキーの『鏡』がストーリーの風と埃と水の要素に影響を与えている。
ノーランは『インターステラー』で『黄金』（1948年）のように人間の本質を描きたいとも述べている。また、スティーヴン・スピルバーグの『ジョーズ』（1975年）と『未知との遭遇』（1977年）にならい、「ファミリー映画を作ると言うと、昨今ではソフトな感じのものになるという軽蔑的な意味合いに取られてしまうだろう。しかし私が子供だったころ、これらは良く言えばファミリー映画というだけで、どのような超大作とも同じでエッジが利いていて挑戦的だった。私は何らかの方法でそれを復活させたかった」と語った。そしてさらに彼は手本としてスペースドラマ映画『ライトスタッフ』（1983年）を挙げ、製作開始前にスタッフたちのために上映した。現実の宇宙旅行に基づいたさらなるインスピレーションを得るために元宇宙飛行士のマーシャ・アイビンスをセットに招いた。
ミッドウェストの農場のセットは『マン・オブ・スティール』でクラーク・ケントが育った場所に触発されている。
映画の他にノーランはミース・ファン・デル・ローエのアーキテクチャからインスピレーションを得た。

## 科学考証
ワームホールを描写し、相対性理論を可能な限り正確にするために理論物理学者のキップ・ソーンが科学コンサルタントを務めた。彼は「ワームホールを正確に描いた映画は今までなかった。ブラックホールも同じだ。今回初めて、その描写がアインシュタインの一般相対性理論に基づいている」と語った。
ワームホールと超大質量回転ブラックホール（非回転ブラックホールとは対照的にエルゴ球を持っている）を作り上げる際、ソーン博士は視覚効果スーパーバイザーのポール・フランクリンと30人のダブル・ネガティブのコンピュータエフェクトアーティストと共同した。彼は理論物理学の公式のページをアーティストたちに渡し、彼らはこれらの現象によって引き起こされる重力レンズのコンピュータシミュレーションを作り上げるために新しいCGIレンダリングソフトウェアを書き上げた。いくつかの個々のフレームはレンダリングに100時間を要し、データは800テラバイトに及んだ。視覚効果の結果、ブラックホールを取り巻く重力レンズと降着円盤に対する新しい洞察がソーンに提供され、コンピュータグラフィックスと天文物理学に関する学術論文が1つずつ作成された。

## マーケティング

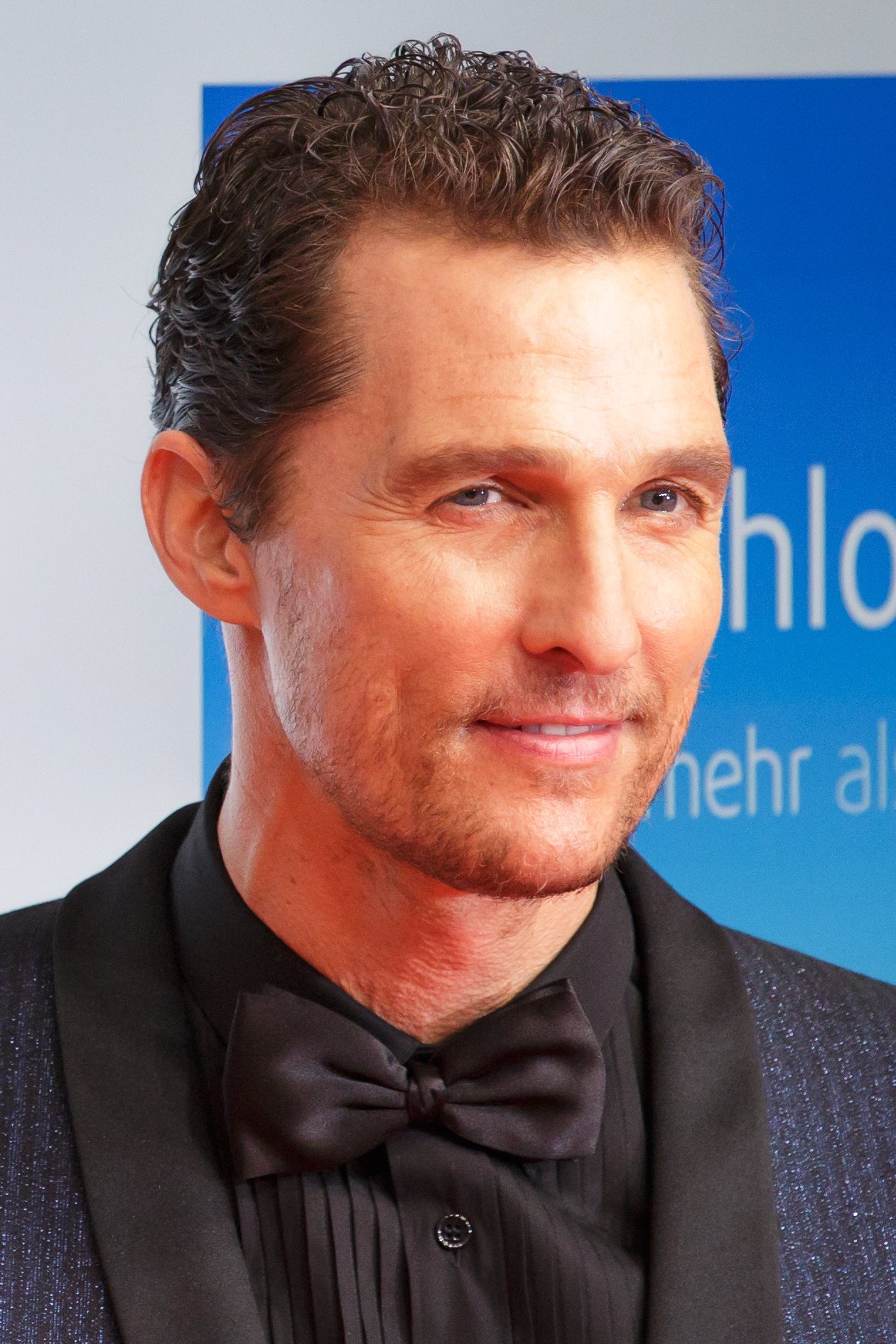
マシュー・マコノヒーは『ダラス・バイヤーズクラブ』と『TRUE DETECTIVE/二人の刑事』での好演のため、テレビスポットで焦点が当てられた。

『インターステラー』のティザー予告編は2013年11月14日に公開され、マシュー・マコノヒー演じるクーパーのナレーションによる宇宙開発関係のクリップが使われた。劇場予告編は2014年5月5日にワシントンD.C.の国立航空宇宙博物館のロッキード・マーティンIMAXシアターで上映された。その後予告編はオンラインで視聴可能となり、5月19日までの1週間でYouTubeでは1950万人が視聴して最も見られた映画予告編となった。スタジオは2014年9月末よりテレビスポットの放送を始め、『ロサンゼルス・タイムズ』はそれで『ダラス・バイヤーズクラブ』でのアカデミー賞受賞や『TRUE DETECTIVE/二人の刑事』での好演で知られるマコノヒーが焦点が当てられていることで視聴者の関心を得ると指摘した。テレビスポットはサンデーナイトフットボールで放送されて幅広い視聴者にアピールした。
クリストファー・ノーランとマシュー・マコノヒーは『インターステラー』のプロモーションのために2014年7月のコミコン・インターナショナルに現れた。『ハリウッド・リポーター』はノーランの登場に先立って「（彼は）自身の新作映画について語ってこなかった」と報じた。2人は簡単な議論に参加し、新しい予告編が上映された。同月、パラマウント映画は宣伝ウェブサイトを立ち上げた。『ハリウッド・リポーター』は「多くの隠された意味がある」と評し、オンラインユーザーがアポロ11号の月着陸に関する星図を発見したことを報じた。
2014年10月、パラマウントは複数のプラットフォーム間で『インターステラー』を販促するためにGoogleと提携した。映画のウェブサイトはGoogleドメインがホストのデジタルハブとしてリニューアルされた。ウェブサイトでは最終版の予告編が公開され、同時に鑑賞予定者各々に向けた劇場の場所とスケジュールのナビゲートが提供された。またGoogleのプラットフォーム間で映画関連コンテンツのナビゲーションが提供され、観客からのフィードバックが集められ、モバイルアプリにリンクされた。2014年9月にパラマウント・デジタル・エンターテインメントから公開されたアプリはプレイヤーが太陽系モデルを構築し、宇宙旅行用のフライトシミュレーターを使うことができるゲームであった。パラマウントとGoogleは2015年に利用可能となるユーザーが作成したコンテンツでコンパイルされたバーチャル・タイムカプセルも用意した。両社を通じて『インターステラー』のキャストはGoogle+ ハングアウトを使用して映画について語った。Googleはアメリカ合衆国の学校で数学科学を推進するために映画を利用する。
パラマウントはOculus Riftの技術を利用した宇宙船エンデュランスのバーチャルリアリティ・ウォークスルーを提供している。2014年10月6日から11月19日までニューヨーク、ヒューストン、ロサンゼルス、ワシントンD.C.の4劇場で順番にウォークスルーが開催された。2014年11月11日にランニング・プレスよりマーク・コッタ・バズ著のメイキング本『Interstellar: Beyond Time and Space』が発売された。また11月7日にはW.W.ノートン&カンパニーよりキップ・ソーン著の『The Science of Interstellar』が発売された。

## 公開

### スクリーニング
一般公開に先駆けてパラマウントCEOのブラッド・グレイは2014年10月19日にマンハッタンのリンカーン・スクウェアのIMAXシアターでプライベート上映を開催した。その後パラマウントは2014年10月22日にカリフォルニア・サイエンス・センターで映画製作者や俳優向けの上映会を開いた。翌日にはカリフォルニア州ロサンゼルスのTCL・チャイニーズ・シアターで映画俳優組合の組合員900人以上に向けて試写を行った。公式プレミアは2014年10月26日にTCL・チャイニーズ・シアターで行われた。ヨーロッパでは2014年10月29日にロンドンのレスター・スクウェアでプレミアが行われた。
パラマウントは2014年10月27日までレビュー公開を禁じたが、それを余所にTwitterに肯定的な評が書かれた。

### 興行予想
北アメリカでは『インターステラー』と『ベイマックス』が同週末（2014年11月7-9日）に公開された。両作品はそれぞれ初週末に5500万ドルから6000万ドルを売り上げることが予想された。『TheWrap』は僅差になると予想し、『インターステラー』は男性、『ベイマックス』は家族にアピールしていると述べた。『フォーブス』のスコット・メルディソンは2作品の競合を「tight one」と呼び、『シュレック2』と『デイ・アフター・トゥモロー』や『モンスターズ・ユニバーシティ』と『ワールド・ウォーZ』の争いと比較した。ファンタンゴは、『インターステラー』のプリセールスはクリストファー・ノーランの以前の作品『インセプション』を上回るものであり、また2014年公開作としても『猿の惑星: 新世紀』以上であると報じた。また、TCL・チャイニーズ・シアターでのプリセールスも最高となった。

### 劇場公開

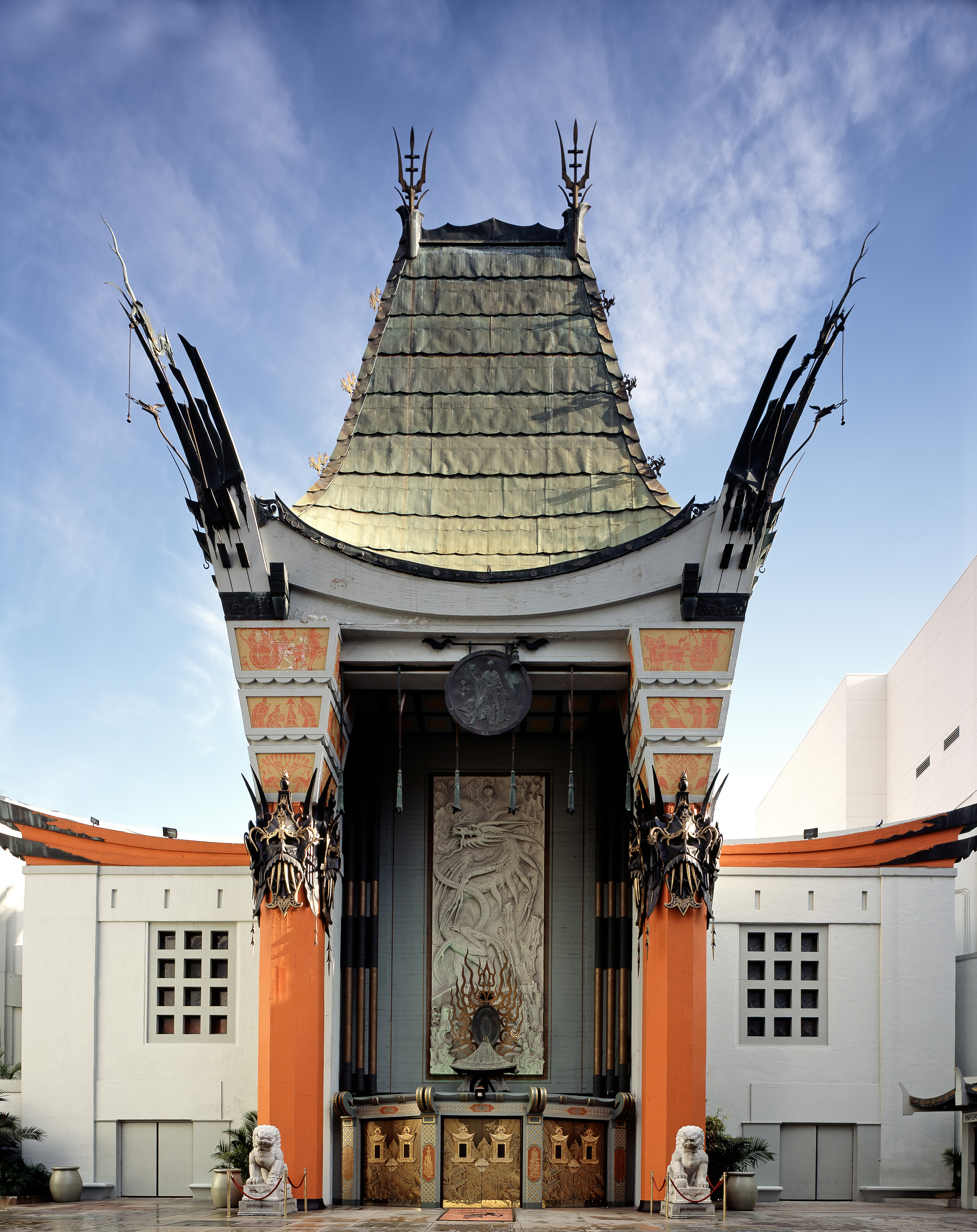
カリフォルニア州ロサンゼルスのTCL・チャイニーズ・シアターは『インターステラー』を上映するために70mmIMAXプロジェクターを設置した。

『インターステラー』は2014年11月4日に科学産業博物館のIMAXドーム・シアターで上映された後、11月5日に限定公開され、11月7日より拡大公開された。北アメリカ以外では11月5日にベルギー、フランス、スイスで公開が始まり、さらに11月7日にイギリスを含む多くの国々で封切られた。北アメリカでの限定公開の際、70mmと35mm上映の設備のある249劇場で上映され、そのうち少なくとも41は70mmIMAX劇場であった。70mmのIMAXプロジェクターはその規格で上映するためにカリフォルニア州ロサンゼルスのTCLチャイニーズ・シアターに設置された。拡大公開の際にはデジタルの劇場でも上映された。配給は北アメリカではパラマウント映画、その他の地域ではワーナー・ブラザースが担当する。『インターステラー』はIMAX映画史上最多となる世界770以上のIMAX劇場で上映予定である。
『インターステラー』はフィルム上映を止めてデジタルのみにするというパラマウント映画の目標の例外であった。『ハリウッド・リポーター』によると、『インターステラー』をフィルムで上映することはノーランの他にJ・J・エイブラムス、クエンティン・タランティーノ、ジャド・アパトー、ポール・トーマス・アンダーソンなどによって支えられているフィルム形式の維持を助けている。同誌は多くの劇場オーナーたちからその試みが「退歩」であると見られており、アメリカのほとんどの劇場ではデジタルに変換して上映されていると報じた。

### 興行収入
『インターステラー』は2014年11月21日時点で北アメリカで1億378万264ドル、国際市場で2億2580万ドル、全世界で合わせて3億2958万264ドルを売り上げている。

#### 北アメリカ
『インターステラー』は2014年のアメリカ合衆国中間選挙と同時期である11月4日の午後8時よりアメリカ合衆国とカナダで限定公開された。水曜の興行収入ランキングは249劇場（うち42がIMAXスクリーン）の上映で火曜夜を含む1350万ドルの売り上げにより1位となり、そのうち62%がIMAXによるものであった。それらの劇場のうちの240では35mm、70mm、IMAX70mmフィルムで上映された。さらに木曜深夜の上映では360万ドルを売り上げ、火曜夜からの累計は490万ドルに達した。11月7日には拡大公開され、初日では1700万ドル（木曜深夜分のみを含む）を売りげて『ベイマックス』（1580万ドル）を抑えて1位となった。客層は52%が男性、75%が25歳以上であった。
公開初週末では3561劇場で4751万360ドル、1劇場あたり1万3342ドルを売り上げ、ディズニーの『ベイマックス』（5620万ドル）に次いで2位となった。週末興行収入のうちIMAX分は1320万ドル（28%）、その他の大型スクリーンでは525万ドル（10.5%）を売り上げた。ノーランの映画が初週末1位を獲得できなかったのは2002年の『インソムニア』（2位）以来のことである。第二週末には39%下落した2912万ドルを売り上げ、新作の『Dumb and Dumber To』（3810万ドル）、『ベイマックス』（3600万ドル）に次ぐ3位となり、累計興行収入は9780万ドルに達した。第二週末ではIMAX劇場の368スクリーンで740万ドルを売り上げた。

#### その他の国々
2014年11月5日にフランスとベルギーで封切られ、両地域では上位5作品が市場シェアの50%を占めた。フランスでは初日に74万3000ドルを売り上げて1位となり、また2日目には53万8000ドル（23%下落）を売り上げた。11月6日にはドイツ、ロシア、オーストラリア、ブラジルを含む35市場に拡大し、累計で870万ドルに達した。
『インターステラー』は北アメリカ外の初週末では62市場の1万4800スクリーン以上で1110万人を動員し、約8290万ドルを売り上げた。このうち720万ドルが206のIMAX劇場によるもので、1劇場平均で3万5000ドルである。北アメリカを含めた初週末のIMAX興行収入は2060万ドルであり、『ハンガー・ゲーム2』の1710万ドルの記録を更新した。国別では韓国が1440万ドル、ロシアが890万ドル、フランスが530万ドル、ドイツが460万ドル、イタリアが370万ドル、オーストラリアが370万ドル、スペインが270万ドル、メキシコが310万ドル、ブラジルが190万ドルを初週末に売り上げた。イギリスでは初週末に537万ポンド（860万ドル）を売り上げて1位となったものの、『ダークナイト ライジング』（1436万ポンド）、『ゼロ・グラビティ』（624万ポンド）、『インセプション』（591万ポンド）を下回った。中国では11月12日水曜に封切られ、7742スクリーンで540万ドルを売り上げたが、これはノーランの映画としては『ダークナイト ライジング』（461万ドル）を上回って最高の初日興行収入であった。中国では初週末に714万人を動員して4230万ドル（ワーナー・ブラザースの記録では4170万ドル）を売り上げたが、これは市場シェアの55%を占めた。これは中国公開のノーラン映画では過去最高の初週末興行収入であり、またワーナー・ブラザースの2D作品としても最高で、さらに同スタジオの3D作品も含めると『パシフィック・リム』（4520万ドル）に次いで2位である。
国際市場の第二週末は63市場、2万1290スクリーンで1540万人を動員して1億600万ドル（前週比22%減）を売り上げ、累計では2億2410万ドルに達した。またIMAXは10%減の1240万ドルを売り上げた。また北アメリカを含む全世界の興行収入は3億ドルを突破した。

東京都新宿区歌舞伎町にあった「新宿TOKYU MILANO」は2014年12月31日をもって閉館。『インターステラー』が1階のミラノ座で上映された最後のロードショー作となった。（同年12月30日撮影）

日本においては11月22日に丸の内ピカデリー他512スクリーンにて劇場公開。公開2日間で動員13万7,490人、興行収入1億9,338万9,300円、振替休日の24日を含めた3日間では動員20万976人、興収2億7,908万3,200円を記録した（いずれも興行通信社調べ）。2015年1月までに興収12億5,000万円を記録した。

## 評価

### 批評家の反応
映画批評家のレビュー集積サイトのRotten Tomatoesでは283件のレビューで支持率72%、平均点を7/10とした。また別の映画批評家のレビュー集積サイトのMetacriticは46件のレビューを調査し、肯定的なものを35件、どちらともいえないものを10件、否定的なものを1件とし、加重平均値を74/100とて「概ね好評」と纏めた。
アメリカ映画協会（AFI）は2014年のベスト映画トップ10に本作を選出した。
ハフィントンポストのChristopher Rosenは科学考証の正確さ、視覚効果、マコノヒー、チャステイン、フォイの演技を評価した。
日本では映画評論家が選ぶ2014年キネマ旬報外国語映画ベスト・テンで第6位となった。

### 受賞・ノミネート
| 賞                           | 部門                                 | 対象                                          | 結果       |
| ---------------------------- | ------------------------------------ | --------------------------------------------- | ---------- |
| 第87回アカデミー賞           | 作曲賞                               |                                               | ノミネート |
| 第87回アカデミー賞           | 音響編集賞                           |                                               | ノミネート |
| 第87回アカデミー賞           | 録音賞                               |                                               | ノミネート |
| 第87回アカデミー賞           | 美術賞                               |                                               | ノミネート |
| 第87回アカデミー賞           | 視覚効果賞                           |                                               | 受賞       |
| 第68回英国アカデミー賞       | 撮影賞                               |                                               | ノミネート |
| 第68回英国アカデミー賞       | プロダクションデザイン賞             |                                               | ノミネート |
| 第68回英国アカデミー賞       | 作曲賞                               |                                               | ノミネート |
| 第68回英国アカデミー賞       | 視覚効果賞                           |                                               | 受賞       |
| 第38回日本アカデミー賞       | 外国映画賞                           |                                               | 優秀賞     |
| 第20回放送映画批評家協会賞   | 最優秀SF/ホラー映画                  |                                               | 受賞       |
| 第88回キネマ旬報ベスト・テン | 外国映画ベスト・テン                 |                                               | 第6位      |
| 第88回キネマ旬報ベスト・テン | 読者選出外国映画ベスト・テン         |                                               | 第2位      |
| ムービープラス・アワード2014 | 映画スペシャリスト大賞作品賞（洋画） |                                               | 第2位      |
| ムービープラス・アワード2014 | 映画スペシャリスト大賞監督賞         | クリストファー・ノーラン                      | 受賞       |
| ムービープラス・アワード2014 | 映画スペシャリスト大賞俳優賞         | マシュー・マコノヒー                          | 受賞       |
| ムービープラス・アワード2014 | 映画ファン大賞作品賞（洋画）         |                                               | 第2位      |
| ムービープラス・アワード2014 | 映画ファン大賞監督賞                 | クリストファー・ノーラン                      | 受賞       |
| ムービープラス・アワード2014 | 映画ファン大賞俳優賞                 | マシュー・マコノヒー                          | 受賞       |
| エンパイア賞                 | 最優秀作品賞                         |                                               | 受賞       |
| エンパイア賞                 | 最優秀監督賞                         |                                               | 受賞       |
| エンパイア賞                 | エンパイア・インスピレーション賞     |                                               | 受賞       |
| 第41回サターン賞             | 最優秀SF映画賞                       |                                               | 受賞       |
| 第41回サターン賞             | 脚本賞                               | ジョナサン・ノーラン クリストファー・ノーラン | 受賞       |
| 第41回サターン賞             | 音楽賞                               | ハンス・ジマー                                | 受賞       |